# Dajr az-Zaur (muhafaza)

Podział prowincji na dystrykty i poddystrykty

Dajr az-Zaur (arab. ‏ممُحافظة دير الزور‎, kur. Dêra Zorê) – jedna z 14 jednostek administracyjnych pierwszego rzędu (muhafaza) w Syrii. Jest położona we wschodniej części kraju. Graniczy od wschodu z państwem Irak, od zachodu z muhafazami Hims i Rakka a od północy z muhafazą Al-Hasaka.
Prowincja jest podzielona na równo z północnego zachodu na południowy wschód przez rzekę Eufrat. Większość terytorium na lewym (północno-wschodnim) brzegu rzeki jest częścią Zachodniego Kurdystanu i Wschodniej Syrii, a na prawym (południowo-zachodnim) brzegu jest kontrolowane przez rząd syryjski. 
W 2011 muhafaza liczyła 1 239 000 mieszkańców; dla porównania w 2004 było ich 1 004 747, a w 1981 – 409 130.

## Podział administracyjny
Prowincja jest podzielona na trzy dystrykty (jednostki administracyjne drugiego rzędu), które dzielą się na poddystrykty (jednostki administracyjne trzeciego rzędu).
- Dajr az-Zaur (siedem poddystryktów)
  - Dajr az-Zaur
  - Al-Kasra
  - Al-Busajra
  - Al-Muhasan
  - At-Tibni
  - Chuszan
  - As-Suwar
- Abu Kamal (cztery poddystrykty)
  - Abu Kamal
  - Hadżin
  - Al-Dżala
  - As-Susa
- Al-Majadin (trzy poddystrykty)
  - Al-Majadin
  - Ziban
  - Al-Aszara

## Gubernatorzy
- Khaled Dali Al-Ahmad (od 30 marca 2002)
- Hussein Arnous (10 lutego 2009 - 24 lipca 2011)
- Samir Al-Sheikh (od 24 lipca 2011)
- Ghassan Ahmed Lotfi Al-Qanatari (11 lipca 2012)
- Muhammad Qaddour Al-Ainiya (28 września 2013 - 26 października 2016)
- Muhammad Ibrahim Samra (26 października 2016 - 22 lutego 2018)
- Abdel Majeed Kawakibi (22 lutego 2018 - 26 października 2020)
- Fadel Najjar (26 października 2020 - 7 maja 2024)
- Moataz Tayseer Qattan (12 maja 2024 - 23 września 2024)
- Manhal Nader Hinawi (od 17 października 2024)